# Metazygia carrizal
Metazygia carrizal är en spindelart som beskrevs av Levi 1995. Metazygia carrizal ingår i släktet Metazygia och familjen hjulspindlar.
Artens utbredningsområde är Guatemala. Inga underarter finns listade i Catalogue of Life.